# Songhua Jiang
Der Songhua (chinesisch 松花江, Pinyin Sōnghuā Jiāng, mandschurisch Sunggari ula, auch bekannt unter seinem russischen Namen Sungari, Сунгари) ist ein etwa 1927 km langer Fluss in China.
Er entspringt im Changbai-Gebirge nahe der chinesisch-nordkoreanischen Grenze und durchfließt den Nordosten Chinas – zuerst in Richtung Nordwesten und dann nach Nordosten. Somit fließt das Wasser auf seinem Lauf durch die Mandschurei unter anderem durch die Millionenstadt Harbin. Schließlich mündet der Songhua Jiang bei Tongjiang in den chinesisch-russischen Grenzfluss Heilong Jiang (russisch Amur), dessen bedeutendsten Nebenfluss er darstellt.
Sein längster Zufluss ist der Nen Jiang. Der Abschnitt des Songhua oberhalb des Zusammenflusses, der im Gegensatz zum späteren, west-östlichen Flussverlauf von Südosten nach Nordwesten fließt, wird auch Di’er („Zweiter“) Songhua Jiang genannt.
Der Songhua wird in der Baishan-Talsperre und in der Fengman-Talsperre zu Stauseen aufgestaut.

## Geschichte
Am 13. November 2005 wurde der Songhua nach einer Serie von Explosionen in einer Chemiefabrik in Jilin mit krebserregendem Benzol und Nitrobenzol verseucht. Dabei wurden nach offiziellen Angaben etwa 100 Tonnen Benzol in den Fluss ausgestoßen. Da viele Städte am Songhua das Trinkwasser aus ihm beziehen, drohte eine Vergiftungsgefahr für die Bevölkerung, und die Wasserversorgung musste zeitweise eingestellt werden. Davon war auch die Metropole Harbin betroffen.